# Daniel Ripa
Daniel Marí Ripa (Jaca, Huesca, 25 de julio de 1981) es un político español. En 2015 fue elegido secretario general de Podemos Asturies hasta 2021. Fue diputado en la Junta General del Principado de Asturias por Podemos Asturies entre 2015 y 2023, siendo expulsado del partido en 2023.

## Biografía
Daniel Ripa es licenciado en Psicología y Ciencias del Trabajo por la Universidad de Oviedo, experto en Políticas de Inclusión Social por la UNED y doctor en psicología por la Universidad de Oviedo. Ha tenido diversos empleos como orientador laboral, camarero, técnico en prevención de drogodependencias, bibliotecario, mozo de almacén o gestor de cooperación social hasta que comenzó su investigación predoctoral sobre el impacto de las empresas en la salud.

## Trayectoria política
Antes de afiliarse a Podemos y convertirse posteriormente en el primer secretario general de Podemos Asturias, militó en la Chunta Aragonesista. El 8 de marzo de 2010, participó en una charla elaborada por el Bloque por Asturias y el Partido Asturianista, denunciando a las élites socialistas que viven alejadas de la sociedad y defendió un proyecto nacionalista para Asturias.
El 14 de febrero de 2015 fue escogido secretario general de Podemos en Asturias en un proceso de primarias, las cuales ganó con el 68,5% de los votos. Consiguió un escaño como diputado en las elecciones autonómicas de mayo de 2015. En diciembre de 2017 fue reelegido secretario general de Podemos en Asturias. Revalida el escaño en las elecciones autonómicas de 2019.

### Crisis de Podemos Asturias (2021-2023)
En diciembre de 2021, Daniel Ripa se tuvo que enfrentar a la diputada Sofía Castañón en las elecciones primarias del partido en la provincia. Durante el proceso de campaña, fue acusado de repartir dinero de un fondo social del partido a asociaciones afines a cambio de apoyo en las primarias. Esto hizo que la dirección nacional interviniera las cuentas del partido. Ripa negó las acusaciones y denunció a la comisión electoral las injerencias y el bloqueo de las cuentas y las transferencias. El 22 de diciembre, Sofía Castañón es elegida segunda secretaria general de Podemos Asturias, superando en cien votos a Daniel Ripa.
La división interna en el partido aumenta considerablemente entre los adeptos a Ripa y críticos con ambas directivas (la directiva regional de Castañón y la nacional de Ione Belarra) y los defensores de la directiva. Además, repitiéndose de nuevo una estrecha diferencia de votos, Covadonga Tomé, vinculada a Ripa, es elegida candidata del partido en las elecciones autonómicas de 2023. Finalmente, el 28 de febrero de 2023 es expulsado de Podemos. No dimitió a su acta de diputado y pasó al Grupo Mixto.